# Floh de Cologne
Floh de Cologne war eine zwischen 1966 und 1983 aktive Kölner Politrock-Band und Kabarettgruppe der linken APO und des Umfelds der Neuen sozialen Bewegungen.

## Bandgeschichte
Die Band wurde am 20. Januar 1966 von Kölner Studenten zunächst als Politkabarett gegründet. Die Band stammte aus der Kölner APO um den SDS, ihre politische Ausrichtung veränderte sich über die Jahre hinweg zu einer dialektisch-marxistischen Position. Unabhängig voneinander traten die Mitglieder der Band zwischen 1970 und 1973 in die DKP ein. 
Am 6. September 1970 trat die Gruppe beim Fehmarn-Festival nach Jimi Hendrix auf. 1973 trat Floh de Cologne als musikalischer Teil einer westdeutschen Abordnung bei den X. Weltfestspielen der Jugend in Ost-Berlin auf. Nach dem Ausscheiden von Gerd Wollschon (1976) arbeitete die Gruppe vermehrt mit dem Lyriker Peter Maiwald zusammen, der wichtige Songs für die Bühnenprogramme und LPs beisteuerte. Ab 1980 waren Teile der Band (Vridolin Enxing als Vorsitzender) aktiv bei Rock gegen Rechts; im selben Jahr erhielt die Gruppe den Deutschen Kleinkunstpreis zusammen mit Gerhard Polt.

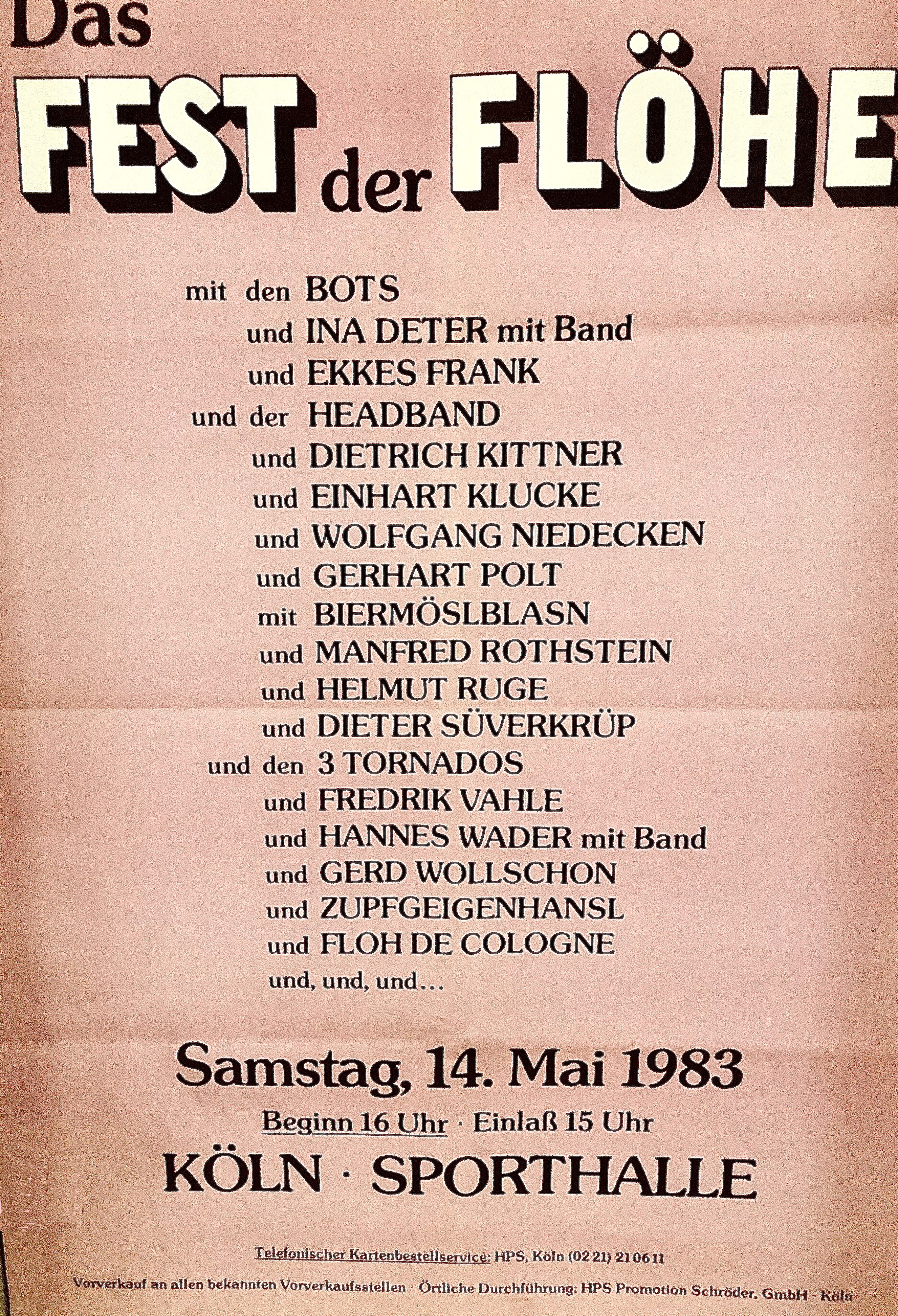
Floh de Cologne: Plakat des Abschiedskonzerts in der Kölner Sporthalle am 14. Mai 1983

Nach über 3000 Konzerten in Deutschland und Europa löste Floh de Cologne sich im Mai 1983 nach einer Abschiedstournee auf. Das Abschiedskonzert in der Kölner Sporthalle hatte 6000 Zuschauer und dauerte 14 Stunden unter der Beteiligung zahlreicher Musiker wie Hannes Wader, Dieter Süverkrüp, Franz-Josef Degenhardt, Hanns-Dieter Hüsch, Die 3 Tornados, BAP und Ina Deter. 2023 erhielt die Band von der Stadt Köln den Holger-Czukay-Ehrenpreis für ihr lebenslanges künstlerisches Wirken.

## Kabarett, Beat, Rock
Als die ursprünglich konventionelle Kabarettgruppe bei den Essener Songtagen 1968 Undergroundbands wie die Mothers of Invention, die Fugs und die Edgar Broughton Band erlebt hatte – die Gruppe spielte selbst dort 2 Sonderprogramme –, orientierte sie sich mit ihrem vierten Programm Zwingt Mensch Raus stilistisch um und verband agitatorische Texte mit Beatmusik und einer Bühnenshow zu sogenannten „Agitations-Revuen“ und entwickelte sich zu einer der führenden Politrock-Bands. 1969 schloss Floh de Cologne einen Exklusiv-Plattenvertrag mit dem Label Ohr/Metronome für die Produktion Fließbandbabys-Beatshow und weitere Produktionen ab. Der Metronome-Produzent Rolf-Ulrich Kaiser war maßgeblich beteiligt am Aufbau der sogenannten Krautrock-Szene dieser Jahre.
1971 schuf Floh de Cologne mit Profitgeier die erste deutschsprachige Rockoper. In der dreisätzigen Geyer-Symphonie von 1973 arbeitete die Band in ihre Musik Originalausschnitte aus Politikerreden anlässlich des Begräbnisses des deutschen Großindustriellen Friedrich Flick ein. Mit der Kantate für Rockband „Mumien“ reagierte die Band 1974 auf den Putsch in Chile 1973, unter anderem mit einer Vertonung der letzten Rede des gestürzten Präsidenten Salvador Allende. Im selben Jahr erarbeitete die Gruppe zusammen mit Hans Werner Henze alternative Vertonungen des Chilelieds (Dieser chilenische Sommer war süß; 1974), Text: Rudi Bergmann (* 1950), Uraufführung war am 31. Mai 1974 in Essen (Grugahalle: Gedenkkonzert für Víctor Jara, zugleich Solidaritätsveranstaltung für den Widerstand in Chile). Grenzüberschreitend war ebenfalls die Zusammenarbeit mit Mauricio Kagel bei den „Kölner Kursen für Politische Musik“ (1975). In der Rockoper Koslowsky, für die die Band ein Jahr lang vor Ort recherchiert hatte, zeichnete Floh de Cologne 1980 das Schicksal eines Arbeiters aus dem Ruhrgebiet nach, der nach Bayern zur Maxhütte kommt.

## Theater

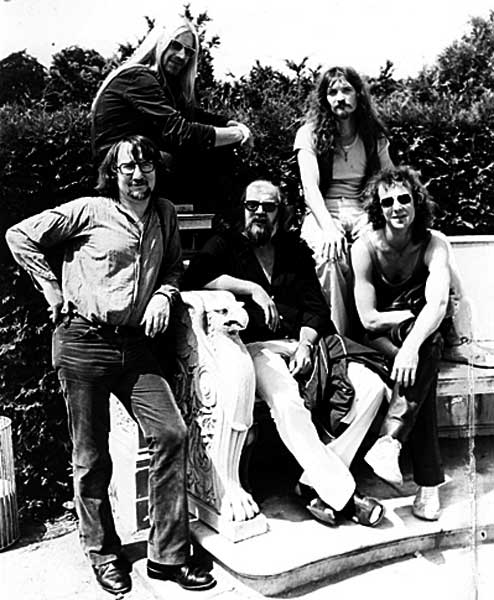
Floh de Cologne, 1978 – v.l. Dieter Klemm, Vridolin Enxing, Hansi Frank, Theo König, Dick Städtler

Weniger bekannt, aber wesentlich für die Entwicklung der Band waren ihre Arbeiten für das Theater. So entstanden in Zusammenarbeit mit Roberto Ciulli am Kölner Schauspielhaus: Ein Neuer Florentinerhut nach Eugène Labiche (Verlag Hartmann&Stauffacher Köln), mit dem Markgrafen-Theater Erlangen und dem Staatstheater Wiesbaden: Rotkäppchen – ein Märchen mit viel Rock und Pop und Rum-ta-ta nach Jewgeni Schwarz (Verlag Hartmann&Stauffacher Köln). Weitere Arbeiten erfolgten in verkleinerter Besetzung nach der Auflösung (Dick Städtler, Theo König, Vridolin Enxing): Am Grillo-Theater Essen zusammen mit David Esrig eine Neufassung von Der Krieg von Carlo Goldoni (1984 Sessler-Verlag Wien), Babette oder peu à peu mit Helmut Ruge am Markgrafen-Theater Erlangen (1986), ebenfalls dort: Das Mädchen mit den Schwefelhölzern (1986).

## Rezeption
Die Kritik reagierte auf die Band meist zwiespältig, so resümierten Graves/Schmidt-Joos: „Die durchaus wegweisende Musikagitation mit harten Fakten wurde […] stets durch Beigabe unnützer Fiktionen über Ausbeutung, Arbeiterelend, Klassenkampf und ein sozialistisches Utopia geschwächt“, erkannten aber an: „Immerhin gelang es Floh de Cologne als erster deutscher Rock-Band, der nach ihren ethnischen und sozialen Ursprüngen motivierbaren Aggressivität, Spontaneität und Emotionalität des Rock ’n’ Roll mit annähernd gleichwertigen Texten gerecht zu werden.“

„Der Floh de Cologne hat Kabarettgeschichte gemacht, und dies mehrfach: Als ersten kam ihnen das alte Nummernkabarett zu zerfleddert und unverbindlich vor; sie bauten kompakte Programme mit durchgehendem Tenor. Als erste begannen sie, multimedial Musik als wirklich gleichberechtigten Bestandteil sowie Dia und Film ins Programm einzubauen. Als erste begannen sie, richtige Programmgeschichten, abendfüllende Bühnenwerke satirischen Inhalts zu fertigen – zumindest für Deutschland sind sie die Erfinder der Rockoper. Schließlich noch waren sie es, die engagierte Texte der Liedermacher-Aura entkleideten und saftige Songs und Schlager daraus machten; so sind sie schließlich die Großväter aller neueren deutschen Wellen geworden“

Der Nachlass von Floh de Cologne befindet sich im Deutschen Kabarettarchiv in Mainz.

## Bühnenprogramme

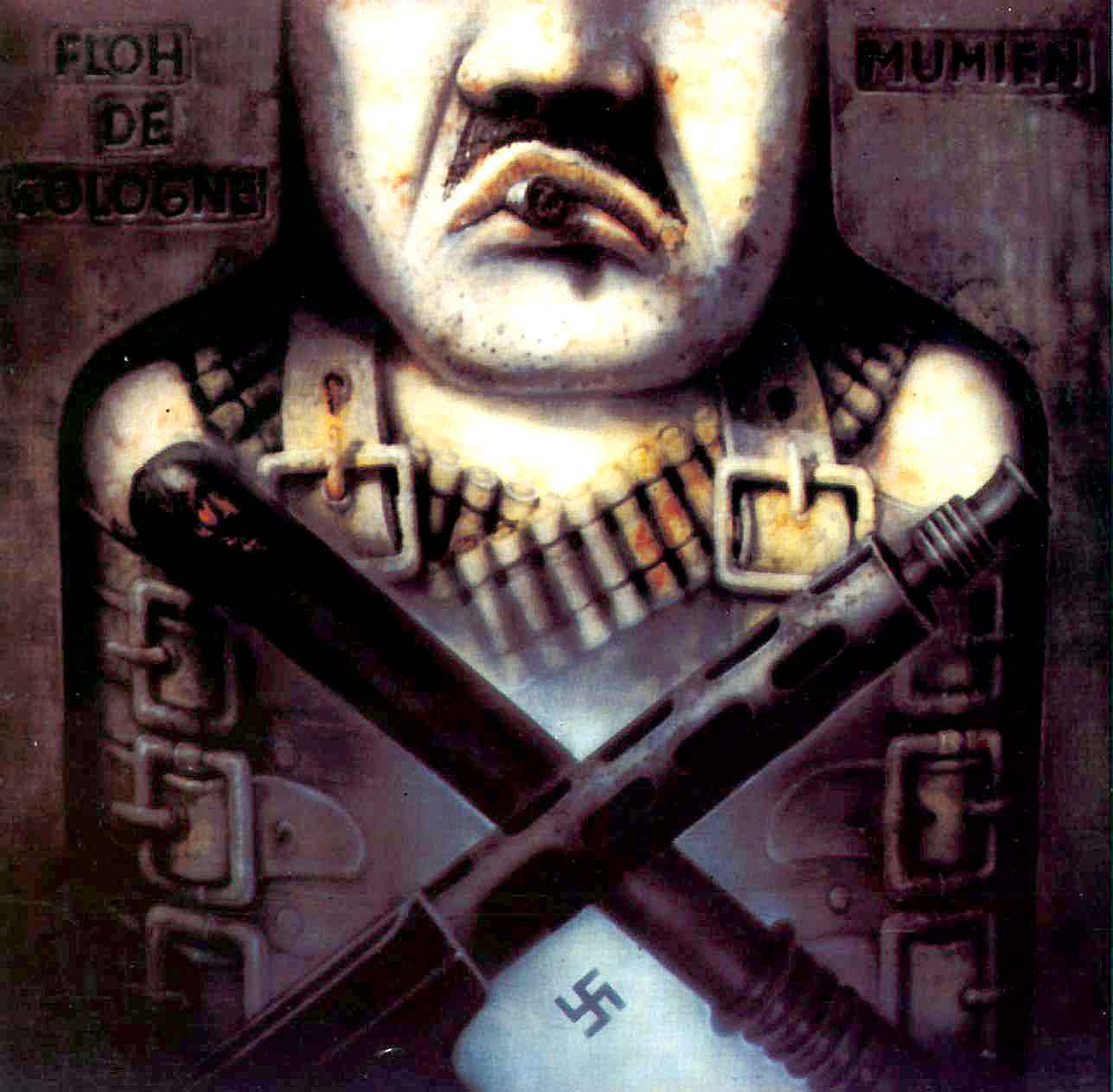
Floh de Cologne: Coverbild für „Mumien – Kantate für Rockband“ von HR Giger

Zu jedem Bühnenprogramm von Floh de Cologne gab es ein programmatisches Plakat. Die Rückseite enthielt den gesamten Text des Programmes und gegebenenfalls „Anweisungen“ zum Handeln und Literaturhinweise für weiterführende „private revolutionäre Tätigkeit“. Die Vorderseite wurde von befreundeten Künstlern wie HR Giger, Dieter Süverkrüp, Stefan Siegert oder Wolfgang Niedecken gestaltet.
Diese Plakate und die LPs wurden nach den Veranstaltungen von der Gruppe persönlich verkauft, so wie sie im Übrigen alles selber machten; professionelle Aufbauhelfer (Roadies) gab es nicht. Es gehörte zum Ehrenkodex der Gruppe, die eigene Arbeit, so es möglich war, selber zu machen und dadurch die Eintrittspreise so niedrig zu halten, dass die Zielgruppen (Lehrlinge, junge Arbeiter, Studenten, Schüler) möglichst problemlos Zugang fanden. Zitat aus einem Programmheft von 1978: Floh de Cologne, das ist keine Goldene Schallplatte und keine goldene Nase, kein Platz in der Hitparade und dem Abendprogramm des Fernsehens, kein Kunst- oder Kulturpreis und keine Subvention. Das ist Pech.
- Vor Gebrauch Kopf schütteln 1966

Floh de Cologne: Logo von Wolfgang Niedecken

- Tra-Ri-Tra-Ra, die Pest ist da 1966
- SimSAlabimbambaSAladUSAladim 1967
- Zwingt Mensch raus 1968
- 7.Programm 1969
- Fließbandbabys Beat-Show 1969
- Rockoper Profitgeier 1970
- Rock-Jazz-Rakete Lucky Streik 1972
- Geier-Symphony in Rock-Dur 1973
- Mumien, Kantate für Rockband 1974
- Rock-Show TILT 1975
- Rock-Revue Profitgeier & Co. 1976
- Prima Freiheit 1978
- Koslowsky Rockoper 1979
- Faaterland 1982

## Funk, Film, Fernsehen
- 1967 Die Floh-Nummer „SPDeia“ wird aus einer Sendung über die Essener-Kabarett-Tage gestrichen.
- 1969 Eine vertraglich vereinbarte Fernsehproduktion von „Zwingt Mensch raus“ wird vom WDR wegen der „mehr oder minder harten pornographischen Tendenzen“ abgesetzt.
- 1970 Hörspielmusik zu „Das wunderbare Geträume von Taifun-Willi“ von Dick Higgins
- 1970 Radio Bremen will „Fließbandbaby“ live aus dem Sendesaal übertragen, tritt jedoch zwei Tage vorher telegrafisch vom Vertrag zurück
- 1971 WDR Programmdirektor Peter Scholl-Latour und WDR-Fernsehdirektor Werner Höfer streichen eine geplante Produktion von „Profitgeier“
- 1971 Der ORF setzt eine geplante Sendung wenige Tage vor dem Aufnahme-Termin ab. Das vertraglich vereinbarte Honorar wird erfolgreich eingeklagt.
- 1971 Hörspielmusik zu „Schlußwort“ und „Schlußwort 2“ von Richard Hey
- 1972 Musik zum Funk-Singspiel „Ende gut, alles schlecht“ von Richard Hey
- 1973 Musik und Songs zum Hörspiel „Das Kraftwerk“ von Jens Hagen und Günter Wallraff
- 1973 Musik und Texte zum Fernsehfilm „Das Trauerspiel“ von Peter Voigt
- 1975 Musik und Titelsong zum Fernsehfilm „Die Aufsteiger-Saga“ von Rolf Schübel
- 1975 Musik zum Film „Grüße aus Neckarsulm“ von Hannes Karnick und Wolfgang Richter
- 1975 Musik und Text der Hörballade „Good bye, GI“ (Mitautor: Jens Hagen)
- 1975 Mitwirkung im Fernsehfilm „Die Gruppe Floh de Cologne“ von Peter Voigt
- 1976 Musik zum Fernsehfilm „Südfrüchte aus Oberndorf“ von Wolfgang Landgraeber
- 1977 Musik und Titelsong zum Fernsehfilm „Das Betriebsjubiläum“ von Rolf Schübel
- 1978 Musik zum Fernsehfilm „Panteon Militar“ von Wolfgang Landgraeber
- 1978 regelmäßige Mitarbeit (Text, Musik, Darstellung) im politisch-satirischen Magazin „Dreizack“ des WDR-Fernsehens
- 1979 Musik und Mitwirkung im Fernsehfilm „Ein Mann von Gestern“ von Tom Toelle
- 1980 Koslowsky – eine Produktion des WDR-Fernsehens
- 1980 Musik zum Fernsehfilm „Das Land der Rosen und Nachtigallen“ von Yoash Tatari
- 1981 Musik zum Fernsehfilm „Mitbestimmung im Visier“ von Yoash Tatari

1977 drehte die DEFA einen zweiteiligen Dokumentarfilm über die Gruppe (Regie: Rainer Ackermann, Kamera: Thomas Plenert).
2023 produzierte das OK Projekt Berlin eine Visualisierungen der Chile Kantate Mumien und 2025 von Fließbandbabys Beat-Show. Im selben Jahr entstand ein Video von Caro Gubig zur Ballade von Samstag auf Sonntag aus der Rock-Revue Faaterland.
Der Film Köln 75 aus dem Jahr 2025 verwendet den Song Fließbandbaby manchmal träum ich aus Fließbanbabys Beat-Show in voller Länge.

## Diskografie
Floh de Cologne produzierte seine LPs während des Vertrages bei OHR/Metronome bei Dieter Dierks, wo auch Wallenstein, Embryo, Tangerine Dream, Witthüser & Westrupp, Ash Ra Tempel, Hoelderlin, Jeronimo und andere der späteren Größen des Deutschrock ihre Aufnahmen machten. Nach dem Umzug zum Pläne-Verlag machten sie ihre Aufnahmen in einem der wichtigsten Tonstudios für deutsche, später auch internationale Pop-Avantgarde-Musik von Conny Plank, der als „Geburtshelfer“ des so genannten Krautrocks gilt. Dort trafen sie u. a. auf Holger Czukay, Can, Grobschnitt, Kraan, Zupfgeigenhansel, Gianna Nannini und andere. Die LP Koslowsky wurde 1980 im Tonstudio am Dom von Martin Hömberg produziert. Als Tontechniker  fungierte eine weitere deutsche Krautrock-Größe: Zeus B. Held (Birth Control, Guru Guru). Seit 2024 veröffentlicht ZYX Music die ehemaligen LPs sowohl als Vinyl wie auch CDs in einer sorgfältig editierten Ausgabe. Bisher dort erschienen: Mumien (2024), Koslowsky (2025), Faaterland (2025).
- 1968: Vietnam (mit Dieter Süverkrüp)
- 1970: Fließbandbabys Beat-Show
- 1971: Rockoper Profitgeier
- 1973: Lucky Streik
- 1974: Geier-Symphonie
- 1974: Mumien – Kantate für Rockband
- 1975: Tilt
- 1977: Rotkäppchen (nach Jewgeni Schwarz; mit Hanns Dieter Hüsch, Franz Josef Degenhardt, Dieter Süverkrüp, Hannes Wader, Fasia Jansen, Fredrik Vahle, Perry Friedman u. a.)
- 1978: Prima Freiheit
- 1980: Koslowsky
- 1983: Faaterland
- Single: St.Pauli, du mein Loch zur Welt/Bruno-Lied
- Single: Emil in Erkenschwick/Zahlen musst Du
- Single: Der Löwenthaler/Bayerisches Heimatlied mit Dieter Süverkrüp
- Single: Hey Mama fix
- EP: Dieser chilenische Sommer war süß
- LP: Lehrlinge zusammenhalten (Floh de Cologne und andere)
- LP: Warum ist die Banane krumm? (Floh de Cologne und andere)
- Doppel-LP: Ohrenschmaus (Floh de Cologne und andere)
- Doppel-LP: Mitten ins Ohr (Floh de Cologne und andere)
- Doppel-LP: Konzert für Chile (Floh de Cologne und andere)

## Nachweise
- Steve B. Peinemann: Die Wut, die du im Bauch hast – Politische Rockmusik: Interviews, Erfahrungen. 1980, ISBN 3-499-14668-1, S. 22–43
- Archiv Floh de Cologne im Deutschen Kabarett-Archiv Mainz
- Bildquellen: Archiv Vridolin Enxing